# Палімбія
Палімбія (Palimbia) — рід рослин родини окружкових (Apiaceae). Рід уперше був описаний українським ботаніком Вілібальдом Бессером (1784—1842) для виду Palimbia salsa в працях Prodromus Systematis Naturalis Regni Vegetabilis 4: 175 у 1830 році.

## Морфологія
Представники роду однорічні рослини з невеликими пагонами. Коренева система стрижнева. Оцвітина актиноморфна. Білі п'ятипелюсткові квіти зібрані в складні суцвіття-зонтики. Плід — суха довгастояйцеподібна сім'янка.

## Охорона
Представники роду палімбія тургайська (Palimbia turgaica) і палімбія солончакова (Palimbia salsa) занесені до Червоної книги України. Задля збереження рідкісного (лише 5 місцезнаходжень, єдине на території Донецької височини) на південному сході України прикаспійського ендеміка палімбії солончакової (Palimbia salsa) поблизу села Васюківка Бахмутського району Донецької області створено ботанічний заказник місцевого значення Палімбія, площею 50 га.

## Види
- Palimbia alpigenum K.Koch ex Boiss.
- Palimbia carvifolia W.D.J.Koch ex DC.
- Palimbia ceylanica (Gardner) M.Hiroe
- Palimbia chabraei DC.
- Palimbia chabraei Bertol.
- Palimbia chrysantha K.Koch ex Boiss.
- Palimbia decussata Schur
- Palimbia defoliata Korovin
- Palimbia ramosissima DC.
- Palimbia ramosissima Thwaites
- Палімбія солонцева (Palimbia rediviva Thell.)
- Палімбія солончакова (Palimbia salsa Besser)
- Палімбія тургайська (Palimbia turgaica Lipsky)